# Герб Ошмян
Герб Ошмян  — официальный геральдический символ города Ошмяны (Белоруссия).  Известен с XVIII века, современный вариант принят 2006 году.

## Описание и символика
Описание герба:
Герб города Ошмяны представляет собой французский щит, который имеет опрокинуто-вилообразное деление. В правом красном поле изображена рука, держащая золотые весы, в левом голубом — золотой щит, в нижнем серебряном — телёнок красного цвета.
Автор реконструкции герба М.М. Елинская, художник В.А. Ляхор.
Герб сочетает в себе два герба конца XVIII – начала XX веков, которые являлись символами города.

## История
22 мая 1792 года король Станислав Август Понятовский подтвердил право города на самоуправление и пожаловал Ошмянам герб. Он представлял собой серебряный трёхчастный щит с изображением в соответствующих полях руки с весами, щита и герба рода Понятовских — «тельца», в нижней части которого размещается надпись «Memoria Stanislai Augusti. 1792».
6 апреля 1845 года российским императором Николаем I был утверждён герб Ошмян и Ошмянского уезда: «Щит разделён на две половины: в верхней помещён Виленский герб, а в нижней, в голубом поле, медведь, в знак занятия жителей охотой за медведями». Существовал проект герба Ошмян, созданный в 1860 году: «В лазоревом щите золотая медвежья голова с червлёными глазами. В вольной части герб Виленской губернии. Щит увенчан cеребряной стенчатой короной, за щитом два золотых молота, положенных накрест, соединённых Александровской лентой».

Современный герб утверждён Указом Президента Республики Беларусь №455 от 17 июля 2006 года «Об учреждении официальных геральдических символов административно- территориальных и территориальных единиц Гродненской области».

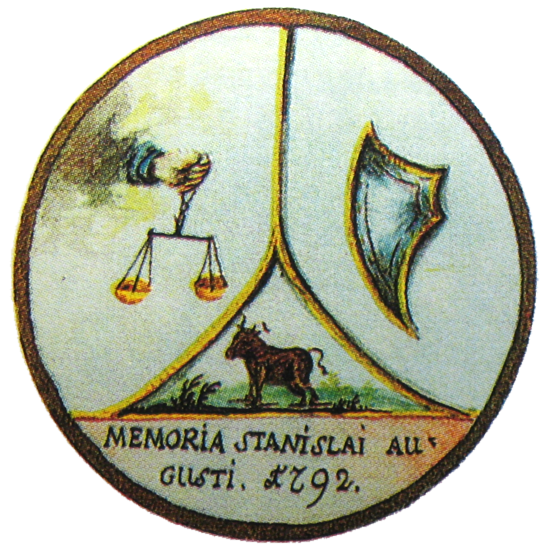
Герб города Ошмяны из привелея Станислава Августа Понятовского 1792 года
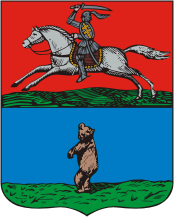
Герб Ошмян 1845 года